# Evelyn Ankers
Evelyn Ankers (17 de agosto de 1918-29 de agosto de 1985), fue una actriz chilena que participó en muchas películas de terror de Hollywood durante los años 40.

## Biografía
Nacida en Valparaíso, Chile, emigró a Inglaterra a fines de los años 20.
Comenzó su carrera interpretativa en los años 30, con pequeños roles, siendo aún estudiante. 
Al iniciarse la Segunda Guerra Mundial, Evelyn se va a los Estados Unidos, donde es contratada en los Estudios Universal en el año 1940.
Conocida como "la reina del grito" de las películas de terror de la Universal en esa década, sus películas incluyen El hombre lobo (1941), The Ghost of Frankenstein (1942), Captive Wild Woman (1943), Son of Dracula (1943), The Mad Ghoul (1943), Jungle Woman (1944), Weird Woman (1944), La venganza del hombre invisible (1944), y The Frozen Ghost (1945).
Ankers también apareció en Agárrame ese fantasma (1941), Sherlock Holmes and the Voice of Terror (1942), His Butler's Sister (1943), La perla de la muerte (1944), Perdona mi ritmo (1944) y Tarzan's Magic Fountain (1949), e interpretó a Calamity Jane en The Texan Meets Calamity Jane (1950), una de las películas en las que tuvo un papel protagonista. Obtuvo la nacionalidad estadounidense en 1946.
Ankers hizo más de cincuenta películas entre 1936 y 1950, y luego se retiró del cine para ser ama de casa. De vez en cuando participó en algún un papel de televisión y diez años más tarde regresó para hacer una película más, No Greater Love (1960), con su esposo Richard Denning.
Evelyn Ankers murió de cáncer de ovario a los 67 años, el 29 de agosto de 1985 en Maui, Hawái.